# 1997 في الولايات المتحدة
فيما يلي قوائم الأحداث التي وقعت خلال عام 1997 في الولايات المتحدة.

## أحداث
- 13 أغسطس – ساوث بارك

## سياسة

### تعيين في المنصب
- 1 يناير – ديبي هالفورسون عضو مجلس نواب إلينوي.
- 1 يناير – كلمنتا بنكني عضو مجلس نواب كارولاينا الجنوبية.
- 2 يناير – سيلا ماريا كالديلرون Mayor of San Juan, Puerto Rico ‏.
- 3 يناير – إيسا هاتشينسون عضو مجلس النواب الأمريكي.
- 3 يناير – تشاك هيغل عضو مجلس الشيوخ الأمريكي.
- 3 يناير – جون إدوارد سنونو عضو مجلس النواب الأمريكي.
- 3 يناير – جيف سيشنز عضو مجلس الشيوخ الأمريكي.
- 3 يناير – جيم غيبونز عضو مجلس النواب الأمريكي.
- 3 يناير – رون بول عضو مجلس النواب الأمريكي.
- 3 يناير – ستيف كينغ عضو مجلس ولاية آيوا.
- 3 يناير – ماكس كليلاند عضو مجلس الشيوخ الأمريكي.
- 3 يناير – واين ألارد عضو مجلس الشيوخ الأمريكي.
- 8 يناير – باراك أوباما عضو مجلس ولاية إلينوي.
- 15 يناير – غاري لوك حاكم واشنطن [الإنجليزية]‏.
- 23 يناير – مادلين أولبرايت وزير الخارجية الأمريكي.
- 24 يناير – وليام كوهين وزير الدفاع الأمريكي.
- 29 يناير – أندرو كومو وزير الإسكان والتنمية المدنية (الولايات المتحدة).
- 30 يناير – وليام دالي وزير التجارة الأمريكي.
- 14 مارس – ساندي بيرغر مستشار الأمن القومي الأمريكي.
- 1 مايو – ألكسيس هيرمان وزير العمل الأمريكي.
- 11 يوليو – جورج تينيت مدير الاستخبارات المركزية.
- 29 يوليو – بول سيلوتشى حاكم ماساتشوستس [الإنجليزية]‏.
- 5 سبتمبر – جان دي هال حاكم ولاية أريزونا [الإنجليزية]‏.

### انتهاء فترة المنصب
- 3 يناير – بوب دورنان عضو مجلس النواب الأمريكي.
- 3 يناير – بيت جيرين عضو مجلس النواب الأمريكي.
- 3 يناير – بيل برادلي عضو مجلس الشيوخ الأمريكي.
- 3 يناير – تشارلز ويلسون عضو مجلس النواب الأمريكي.
- 3 يناير – غريغ لولين عضو مجلس النواب الأمريكي.
- 3 يناير – مارك هاتفيلد عضو مجلس الشيوخ الأمريكي.
- 3 يناير – واين ألارد عضو مجلس النواب الأمريكي.
- 3 يناير – وليام كوهين عضو مجلس الشيوخ الأمريكي.
- 4 يناير – تيد كولونجوسكي Oregon Attorney General [الإنجليزية]‏.
- 13 يناير – إيفان بايه حاكم إنديانا [الإنجليزية]‏.
- 17 يناير – وارن كريستوفر وزير الخارجية الأمريكي.
- 19 يناير – هنري سيسنيروس وزير الإسكان والتنمية المدنية (الولايات المتحدة).
- 20 يناير – روبرت رايخ وزير العمل الأمريكي.
- 20 يناير – هازل آر أوليري وزير الطاقة الأمريكي.
- 23 يناير – وليام بيري وزير الدفاع الأمريكي.
- 14 فبراير – فيديريكو بينيا وزير النقل الأمريكي.
- 14 مارس – أنتوني ليك مستشار الأمن القومي الأمريكي.
- 14 مارس – ساندي بيرغر نائب مستشار الأمن القومي (الولايات المتحدة).
- 5 سبتمبر – جان دي هال وزير خارجية أريزونا [الإنجليزية]‏.
- 5 سبتمبر – فايف سيمنتون حاكم ولاية أريزونا [الإنجليزية]‏.

## ظهور
- 1 يناير – الكراغل
- 1 يناير – إنستينكت
- 1 يناير – دايث كاب فور كيوتي
- 1 يناير – دستنيز تشايلد
- 1 يناير – كتاب حقائق العالم كتاب من تأليف وكالة المخابرات المركزية.
- 1 سبتمبر – سلاش دوت

## أفلام
من الأفلام التي صدرت هذه السنة في الولايات المتحدة:
- 1 يناير – أجنحة الحمامة من إخراج Iain Softley [الإنجليزية]‏.
- 1 يناير – أعرف ماذا فعلت الصيف الماضي من إخراج Jim Gillespie (director) [الإنجليزية]‏.
- 1 يناير – أفضل ما يمكن حصوله من إخراج جيمس بروكس.
- 1 يناير – أميستاد من إخراج ستيفن سبيلبرغ.
- 1 يناير – أوستن باورز: رجل الغموض الدولي من إخراج جاي روتش.
- 1 يناير – الاستعادة من إخراج مايكل هوفمان.
- 1 يناير – الحافة من إخراج Lee Tamahori [الإنجليزية]‏.
- 1 يناير – الشبح والظلام من إخراج ستيفن هوبكينز (كاتب).
- 1 يناير – الكبير من إخراج مايكل مور.
- 1 يناير – اللعبة من إخراج ديفيد فينشر.
- 1 يناير – المريض الإنجليزي من إخراج أنتوني مانغيلا.
- 1 يناير – النيام من إخراج باري ليفنسون.
- 1 يناير – إل ايه سري للغاية من إخراج كورتيس هانسون.
- 1 يناير – إيما من إخراج دوجلاس ماك جراس.
- 1 يناير – جاكي براون من إخراج كوينتن تارانتينو.
- 1 يناير – دانتيز بيك من إخراج روجر دونالدسون.
- 1 يناير – دايلايت من إخراج روب كوهين.
- 1 يناير – دوني براسكو من إخراج مايك نيويل.
- 1 يناير – زواج أعز صديق من إخراج بول جون هوغان.
- 1 يناير – ساحة واشنطن من إخراج آقنييسكا هولاند.
- 1 يناير – سبع سنوات في التبت من إخراج جان جاك أنو.
- 1 يناير – سرعة 2: تحكم أوتوماتيكي للسرعة من إخراج جان دي بونت.
- 1 يناير – سيلينا من إخراج جريجوري نافا.
- 1 يناير – صائدا الفأر من إخراج غور فيربينسكي.
- 1 يناير – صانع السلام من إخراج Mimi Leder [الإنجليزية]‏.
- 1 يناير – صانع المطر من إخراج فرانسيس فورد كوبولا.
- 1 يناير – صورة سيدة من إخراج جين كامبيون.
- 1 يناير – صورة مثالية من إخراج غلين غوردون كارون.
- 1 يناير – عندما كنا ملوكا من إخراج ليون غاست.
- 1 يناير – فريق مزدوج من إخراج تسوي هارك.
- 1 يناير – في الحب والحرب من إخراج ريتشارد أتينبورو.
- 1 يناير – في صحبة الرجال من إخراج Neil LaBute [الإنجليزية]‏.
- 1 يناير – قتل في 1600 من إخراج دوايت إتش ليتل.
- 1 يناير – كاذب كاذب من إخراج توم شاديك [الإنجليزية]‏.
- 1 يناير – كل ما هو مطلوب من إخراج بيتر كاتانيو.
- 1 يناير – كون إير من إخراج سيمون ويست.
- 1 يناير – مترو من إخراج توماس كارتر.
- 1 يناير – محاكاة من إخراج جييرمو ديل تورو.
- 1 يناير – محامي الشيطان من إخراج تايلور هاكفورد.
- 1 يناير – مستر نايس جاي من إخراج سامو هونغ.
- 1 يناير – نظرية المؤامرة من إخراج ريشارد دونر.
- 1 يناير – يومان في الوادي من إخراج جون هيرزفيلد.
- 14 فبراير – السلطة المطلقة من إخراج كلينت إيستوود.
- 11 أبريل – اناكوندا من إخراج لويس لوسا.
- 25 أبريل – بركان من إخراج ميك جاكسون (مخرج أفلام).
- 23 مايو – العالم المفقود: حديقة جوراسية من إخراج ستيفن سبيلبرغ.
- 20 يونيو – باتمان وروبن من إخراج جويل شوماخر.
- 27 يونيو – الوجه المخلوع من إخراج جون وو.
- 11 يوليو – اتصال من إخراج روبرت زيميكس.
- 11 يوليو – رجال ذو بزات سوداء من إخراج باري سونيدفيلد.
- 12 يوليو – الشجاعة تحت النار من إخراج إدورد زويك.
- 16 يوليو – جورج وجونغل من إخراج سام ويزمان [الإنجليزية]‏.
- 25 يوليو – اختطاف طائرة الرئيس من إخراج ولفغانغ بيترسن.
- 30 يوليو – 187 من إخراج كيفن رينولدز.
- 28 أغسطس – فتنة من إخراج بول شريدر.
- 28 أغسطس – مايكل كولنز من إخراج نيل جوردن.
- 27 سبتمبر – لوليتا من إخراج أدريان لين.
- 1 نوفمبر – تيتانيك من إخراج جيمس كاميرون.
- 1 نوفمبر – روميو + جولييت من إخراج باز لورمان.
- 14 نوفمبر – ابن آوى من إخراج مايكل كايتون-جونز.
- 15 نوفمبر – سبيس جام من إخراج جو بيتكا [الإنجليزية]‏.
- 21 نوفمبر – مورتال كومبات: إبادة من إخراج جون ر. ليونيتي [الإنجليزية]‏.
- 22 نوفمبر – ستار تريك: أول اتصال من إخراج جوناثان فراكس.
- 26 نوفمبر – فضائي: القيامة من إخراج جون بيير جونيه.
- 27 نوفمبر – 101 مرقش من إخراج Stephen Herek [الإنجليزية]‏.
- 5 ديسمبر – غود ويل هانتينغ من إخراج جوس فان سانت.
- 6 ديسمبر – جيري ماغواير من إخراج كاميرون كرو.
- 12 ديسمبر – هجوم المريخ! من إخراج تيم برتون.
- 12 ديسمبر – وحيد في المنزل 3 من إخراج راجا غوسنيل.
- 18 ديسمبر – الغد لا يموت من إخراج روجر سبوتيسوود.
- 18 ديسمبر – غرفة مارفن من إخراج Jerry Zaks [الإنجليزية]‏.
- 20 ديسمبر – صرخة من إخراج ويس كرافن.
- 25 ديسمبر – إيفيتا من إخراج آلان باركر.
- 25 ديسمبر – ذيل الكلب من إخراج باري ليفنسون.
- 25 ديسمبر – ساعي البريد من إخراج كيفين كوستنر.
- 31 ديسمبر – أوسكار و لوسيندا من إخراج جيليان آرمسترونغ.

## برامج ومسلسلات وأنمي
- كينغ أوف ذا هيل

## موسيقى

### ألبومات
من الألبومات التي صدرت هذه السنة في الولايات المتحدة:
- 1 يوليو – غرام مكسيكانا من غناء تاليا.

## كتب
من الكتب التي صدرت هذه السنة في الولايات المتحدة:
- 1 يناير – الأب الغني والأب الفقير من تأليف Sharon Lechter [الإنجليزية]‏، روبرت كيوساكي.
- 1 يناير – طريق تاكيت من تأليف غاري بولسين.

## مواليد

### يناير
- 8 يناير – جاك أندراكا عَالِم من الولايات المتحدة الأمريكية.
- 13 يناير – ناتاليا ديير ممثلة أمريكية.
- 13 يناير – هنري إلنسون لاعب كرة سلة أمريكي.
- 17 يناير – جيك بول ممثل من الولايات المتحدة الأمريكية.
- 21 يناير – جيريمي شادا
- 23 يناير – برينان بيلي ممثل أمريكي.
- 24 يناير – جوناه بوبو ممثل أمريكي.

### فبراير
- 8 فبراير – كاثرين نيوتن
- 10 فبراير – دياموند ستون لاعب كرة سلة من الولايات المتحدة الأمريكية.
- 10 فبراير – كلوي غرايس موريتز
- 10 فبراير – ليلي كينغ سبّاحة من الولايات المتحدة الأمريكية.
- 12 فبراير – شين بوميل ممثل أمريكي.
- 25 فبراير – إزابيل فورمن ممثلة أمريكية.
- 28 فبراير – فرجينيا ثراشير بطلة أولمبية في الرماية من الولايات المتحدة.

### مارس
- 2 مارس – بيكي جي
- 14 مارس – سيمون بايلز لاعبة جمباز فني من الولايات المتحدة الأمريكية.
- 17 مارس – كاتي ليدكي سبّاحة من الولايات المتحدة الأمريكية.
- 18 مارس – سيارا برافو ممثلة أمريكية.
- 24 مارس – مينا مغنية بوب يابانية أمريكية.

### أبريل
- 11 أبريل – إيثان كاوتش
- 20 أبريل – هولي هيندريكس

### مايو
- 1 مايو – ارييل غايد ممثلة أمريكية.
- 5 مايو – بوبي كولمان ممثل أمريكي.
- 29 مايو – مونيكا روخمان

### يونيو
- 4 يونيو – دالتون إي غراي
- 11 يونيو – سادي روبرتسون
- 18 يونيو – ماكس ركوردز
- 21 يونيو – ريبيكا بلاك مغنية من الولايات المتحدة الأمريكية.

### يوليو
- 2 يوليو – ماركيز كريس لاعب كرة سلة من الولايات المتحدة الأمريكية.
- 7 يوليو – جاتلين جرين
- 13 يوليو – ليو هوارد ممثل أمريكي.

### أغسطس
- 2 أغسطس – كريستينا روبنسون ممثلة أمريكية.
- 5 أغسطس – أوليفيا هولت
- 10 أغسطس – كايلي جينر
- 16 أغسطس – غريسون تشانس
- 19 أغسطس – أدريان كوستا دراج أمريكي.
- 24 أغسطس – ليل ياتي مغني راب أمريكي.
- 25 أغسطس – بريانا سالاز

### سبتمبر
- 2 سبتمبر – براندون إنغرام لاعب كرة سلة من الولايات المتحدة الأمريكية.

### أكتوبر
- 4 أكتوبر – ليه غوتي
- 7 أكتوبر – كيرا كوسارين
- 8 أكتوبر – بيلا ثورن
- 23 أكتوبر – زاك كاليسون

### نوفمبر
- 1 نوفمبر – ماكس بيركهولدر ممثل أمريكي.

### ديسمبر
- 6 ديسمبر – سابرينا إيونيسكو لاعبة كرة سلة.

## وفيات

### يناير
- 4 يناير – بيل لانكستر (مواليد 1947) كاتب سيناريو أمريكي.
- 8 يناير – ملفين كالفن (مواليد 1911) كيميائي أمريكي.
- 17 يناير – كلايد تومبو (مواليد 1906) فلكي أمريكي.
- 18 يناير – أدريانا كيسلوتي (مواليد 1916)
- 21 يناير – بولي آن يونغ (مواليد 1908) ممثلة أمريكية.
- 25 يناير – جين ديكسون (مواليد 1904)

### فبراير
- 5 فبراير – اورين هاريس (مواليد 1903) سياسي أمريكي.
- 15 فبراير – فيليب هيرشكوفيتز (مواليد 1909)
- 18 فبراير – إميلي هان (مواليد 1905) كاتب أمريكي.
- 26 فبراير – ديفيد دويل (مواليد 1929) ممثل أمريكي.

### مارس
- 4 مارس – روجر براون (مواليد 1942) لاعب كرة سلة أمريكي.
- 7 مارس – إدوارد بورسيل (مواليد 1912) فيزيائي أمريكي.
- 9 مارس – نوتوريوس بي. آي. جي. (مواليد 1972)
- 10 مارس – ويسلي رامي (مواليد 1909) ملاكم من الولايات المتحدة الأمريكية.
- 20 مارس – توني زال (مواليد 1913)
- 26 مارس – جورج المشاركة (مواليد 1906) رسام من الولايات المتحدة الأمريكية.
- 29 مارس – أنتوني روبرتس (مواليد 1955) لاعب كرة سلة أمريكي.
- 29 مارس – نورمان بيري (مواليد 1907)
- 30 مارس – جاك برنارد (مواليد 1914) مخرج أفلام من الولايات المتحدة الأمريكية.
- 31 مارس – ليمان سبيتزر (مواليد 1914) عالم فلك أمريكي.

### أبريل
- 3 أبريل – دان سوارتز (مواليد 1934) لاعب كرة سلة أمريكي.
- 5 أبريل – ألن غينسبرغ (مواليد 1926) شاعر أمريكي.
- 12 أبريل – جورج والد (مواليد 1906)
- 13 أبريل – دون جوردن (مواليد 1934) ملاكم من الولايات المتحدة الأمريكية.
- 18 أبريل – فرانسيس جونسون (مواليد 1910) لاعب كرة سلة من الولايات المتحدة الأمريكية.
- 24 أبريل – بات بولسن (مواليد 1927) سياسي أمريكي.
- 26 أبريل – جون بيل (مواليد 1909)
- 29 أبريل – مايك رويكو (مواليد 1932) صحفي من الولايات المتحدة الأمريكية.

### مايو
- 4 مايو – لايمان برادفورد سميث (مواليد 1904) عالم نبات أمريكي.
- 22 مايو – ألفرد هيرشي (مواليد 1908) كيميائي أمريكي.
- 22 مايو – روبرت د. روس (مواليد 1933) ضابط من الولايات المتحدة الأمريكية.
- 29 مايو – جاك باركينسون (مواليد 1924) لاعب كرة سلة أمريكي.
- 29 مايو – جيف بوكلي (مواليد 1966)

### يونيو
- 1 يونيو – روبرت سيربر (مواليد 1909)
- 2 يونيو – هيلين جاكوبز (مواليد 1908) لاعبة كرة مضرب من الولايات المتحدة.
- 7 يونيو – ستانلي شاشتر (مواليد 1922) عالم نفس أمريكي.
- 23 يونيو – بيتي شباز (مواليد 1934) ممرضة من الولايات المتحدة الأمريكية.
- 24 يونيو – براين كيث (مواليد 1921)
- 26 يونيو – إسرائيل كاماكافيفوؤولي (مواليد 1959)
- 29 يونيو – بيتي روزنبرغ (مواليد 1918) لاعب كرة سلة أمريكي.

### يوليو
- 1 يوليو – روبرت ميتشوم (مواليد 1917)
- 2 يوليو – جيمس ستيوارت (مواليد 1908)
- 16 يوليو – وليام رينولدز (مواليد 1910) مونتير من الولايات المتحدة الأمريكية.
- 18 يوليو – يوجين ميرل شوميكر (مواليد 1928)
- 23 يوليو – أندرو كونانان (مواليد 1969)
- 24 يوليو – فرانك باركر (مواليد 1916) لاعب كرة مضرب من الولايات المتحدة.
- 24 يوليو – ويليام جي برينان (مواليد 1906) قاضي أمريكي.
- 25 يوليو – بين هوجان (مواليد 1912) لاعب غولف من الولايات المتحدة الأمريكية.

### أغسطس
- 2 أغسطس – ويليام بوروز (مواليد 1914)
- 4 أغسطس – أرييل موجان (مواليد 1923) لاعب كرة سلة أمريكي.
- 8 أغسطس – بول رادولف (مواليد 1918) مهندس معماري أمريكي.
- 20 أغسطس – نوريس برادبيري (مواليد 1909) فيزيائي من الولايات المتحدة الأمريكية.
- 27 أغسطس – سالي بلن (مواليد 1910) ممثلة أمريكية.
- 31 أغسطس – ويل هير (مواليد 1919) ممثل أمريكي.

### سبتمبر
- 9 سبتمبر – بيرجس ميريديث (مواليد 1907)
- 26 سبتمبر – صامويل دبليو تايلور (مواليد 1907) كاتب أمريكي.

### أكتوبر
- 3 أكتوبر – جون اشلي (مواليد 1934)
- 5 أكتوبر – ماري جولد (مواليد 1909) مفكرة من الولايات المتحدة الأمريكية.
- 12 أكتوبر – جون دنفر (مواليد 1943)
- 23 أكتوبر – كلير فالكنشتاين (مواليد 1908) فنانة أمريكية.
- 29 أكتوبر – أنتون ليفي (مواليد 1930) مؤسس الشيطانية الإلحادية وكنيسة الشيطان.
- 30 أكتوبر – صامويل فولر (مواليد 1912)

### نوفمبر
- 5 نوفمبر – جيمس روبرت بيكر (مواليد 1946) مؤلف أمريكي.
- 11 نوفمبر – وليام ألاند (مواليد 1916)
- 14 نوفمبر – إدي أركارو (مواليد 1916) فارس من الولايات المتحدة الأمريكية.
- 25 نوفمبر – تشارلز هالاهان (مواليد 1943)
- 27 نوفمبر – مالكولم نولز (مواليد 1913)

### ديسمبر
- 1 ديسمبر – إدوين روزاريو (مواليد 1963)
- 4 ديسمبر – جو براون (مواليد 1926) ملاكم من الولايات المتحدة الأمريكية.
- 6 ديسمبر – ويلي باسترانو (مواليد 1935) ملاكم من الولايات المتحدة الأمريكية.
- 18 ديسمبر – كريس فارلي (مواليد 1964)
- 31 ديسمبر – فلويد كريمر (مواليد 1933) عازف بيانو أمريكي.